# خليل غريني
خلـيل غريني (بالإنجليزية: Khalil Greene) هو لاعب كرة قاعدة أمريكي، ولد في 21 أكتوبر 1979 في بتلر في الولايات المتحدة.

## وصلات خارجية
- خلـيل غريني على موقع دوري كرة القاعدة الرئيسي (الإنجليزية)
- خلـيل غريني على موقعبيزبول رفرنس.كوم (الدوري الرئيسي) (الإنجليزية)
- خلـيل غريني على موقعبيزبول رفرنس.كوم (الدوري الثانوي) (الإنجليزية)
- خلـيل غريني على موقع إي إس بي إن.كوم (أم.أل.بي) (الإنجليزية)
- خلـيل غريني على موقع مشجعي الرسوم البيانية (الإنجليزية)